# Денис Ромедал
Денис Ромедал (на датски Dennis Rommedahl) е датски футболист, понастоящем играещ за Аякс. Роден е на 22 юли 1978 в Копенхаген.

## Футболна кариера

### Ранни години
Ромедал започва юношеската си кариера в отбори като Б-93 и Лингбю. Дебютът си в професионалния футбол прави като състезател на Лингбю през 1995.

### ПСВ Айндховен
През 1997 е привлечен в холандския клуб ПСВ Айндховен, където прави дебюта си на 22 март в мач срещу СК Хееренвеен (загубен с 1-0). През сезон 1997-98 играе като преотстъпен за отборът на Валвийк. Връща се в ПСВ през 1998, като прави много силен сезон. Отличава се с бързите си пробиви по крилата. С ПСВ Айндховен печели 4 пъти шампионата на Холандия (Ередивизия) и също толкова Суперкупата.

### Чарлтън
През лятото на 2004 Денис Ромедал преминава в тогавашния участник в английската Премиершип - Чарлтън. Първият му сезон е неуспешен, поради контузия която го изважда от състава за значително време от сезона. През втория сезон обаче играе решаваща роля за доброто класиране на Чарлтън в края му. В периода 2004-2007 играе 75 мача за Чарлтън, като отбелязва 9 гола.

### Аякс
От 2007 е футболист на Аякс. Незабавно след като се присъединява към отбора, печели Суперкупата на Холандия в мач срещу бившия си отбор ПСВ с 1-0. Той е един от петимата играчи, номинирани за „футболист на годината“ в Дания през 2007.
През втората половина на сезон 2008-09 е даден под наем на НЕК Неймеген.

## Като национал на Дания
Денис Ромедал играе в младежкия национален отбор на Дания до 19 години през 1996. В младежките гарнитури (до 19 и до 21 г.) Ромедал записва общо 19 мача, като отбелязва 5 гола.
Треньорът на датския национален отбор по футбол Мортен Олсен изпраща повиквателна до Ромедал, и той прави дебюта си за Дания през август 2000. Ромедал участва на световното първенство през 2002, както и във всички мачове за националния си отбор на Евро 2004.
На 28 май 2010 Мортен Олсен го включва в групата на Дания за световното първенство в Южна Африка. На 19 юни 2010 отбелязва победния гол във вратата на Камерун, във втория кръг от група „Е“.

### Постижения
- Ередивизия: 1997, 2000, 2001, 2003
- Купа на Холандия: 2010
- Суперкупа на Холандия: 1998, 2000, 2001, 2003, 2007